# Thera simulata
Thera simulata är en fjärilsart som beskrevs av Jacob Hübner 1800/08. Thera simulata ingår i släktet Thera och familjen mätare. Inga underarter finns listade i Catalogue of Life.